# H.C. Hagedorn
Hans Christian Hagedorn (født 6. marts 1888 i København, død 6. oktober 1971 på Niels Steensens Hospital i Gentofte) var en af Danmarks mest berømte læger og pionerer i første halvdel af det 20. århundrede.
Sammen med August Krogh introducerede Hagedorn i 1923 insulinbehandling af diabetes i Danmark.
Hagedorn og Krogh erhvervede rettighederne til insulinproduktion fra Banting og Best i Toronto og påbegyndte 1923 en insulinproduktion og grundlagde i 1923 Nordisk Insulinlaboratorium, i 1989 fusioneret med Novo Industri til Novo Nordisk.
1932 blev han Ridder af Dannebrog.
I 1966 blev Hagedorn Prisen stiftet af Dansk Selskab for Intern Medicin.
Hagedorn døde 6. oktober 1971 af Parkinsons sygdom. Han er begravet på Boeslunde Kirkegård.